# Zoila
Zoila es un género de molusco gasterópodo de la familia de las cauries o porcelanas (Cypraeidae) cuyas especies vivas se encuentran únicamente en el Océano Índico, en las costas de Australia.

## Biología
Al igual que todos los otros caracoles cauries, las Zoila tienen sexos separados; en cada especie, hay caracoles macho y hembra, que apenas difieren externamente. Según su sexo, la gónada del caracol, produce entonces ovocitos o células de esperma.
Después del apareamiento, la hembra deja su puesta escondida entre los corales, las conchas vacías, las valvas de Haliotis o similares. Una puesta consiste en alrededor de 200-300 bolsas de huevos pegadas que tienen un diámetro de alrededor de 3 mm y cada una de ellas contiene 1000 huevos, de modo que una hembra produce alrededor de doscientos mil huevos. Pero solo un huevo por bolsa se convierte en un embrión, los otros huevos se los come la descendencia. La hembra se queda con la cría durante aproximadamente 40 días, tiempo durante el cual los embriones se desarrollan en espiral como un caracol con 2,5 vueltas. El opérculo todavía está presente y solo desaparece en una etapa posterior del crecimiento del caracol.
En la mayoría de las Zoila, el color del manto tiende al naranja, sin embargo este color sufre variaciones en los ejemplares adultos hacia tonos grisáceos y hasta negros.
El manto es carnoso, grueso y translúcido. Todas las especies tienen conchas lisas y brillantes, son callosas (pesadas, de paredes gruesas) y llegan a ser relativamente grandes. La especie más pequeña Z. perlae alcanza típicamente un tamaño de 35 a 62 mm, mientras que la especie más grande, Z. thersites, llega a tamaños de 60 a 116 mm.

## Ocurrencia y hábitat
Sin excepción, las especies actualmente existentes de  Zoila viven en aguas australianas. El área de distribución se extiende a lo largo de la costa, incluidas las islas costeras de los dos territorios, Australia Occidental y Australia del Sur, cubriendo un tramo de 4000 kilómetros. Se ha descrito la existencia en Australia siete especies que habitan sus costas. Algunas especies extintas petrificadas se pueden encontrar todavía en otros lugares: Z. caputavisensis en la provincia indonesia de Papúa, Z. kendengensis y Z. gendinganensis en Indonesia, Z. platypyga en Victoria (Australia) y  Z. Schilderi en la India. Las especies fósiles de Zoila tienen en su conjunto una distribución temporal y espacial bastante más extendida. La especie más antigua que se conoce existió en el Paleoceno al Eoceno temprano en las Islas Chatham, Nueva Zelanda. Se ha sugerido que esta especie pudo haber dado origen a las especies australianas más jóvenes. La primera especie australiana registrada en el Eoceno superior es la Z. viathomsoniae en Australia suroccidental y se supone que es un antepasado de las especies australianas más jóvenes de Zoila. Para su estudio, se han dividido las especies fósiles en dos grupos, uno oriental y otro occidental. El primero abarca edades desde el Oligoceno tardío al Mioceno medio. Sin embargo, se ha establecido que ninguna especie de este grupo parece ser ancestro de alguna de las especies existentes hoy en Australia, mientras que en el grupo occidental, con edades comprendidas entre el Mioceno medio hasta la época actual sí se pueden encontrar mejores evidencias ancestrales. La especie más antigua de este grupo existió en el Mioceno medio de Australia Occidental y parece ser ancestro de Z.campestris, a su vez, probablemente ancestral de algunas de las especies que hoy existen, particularmente de Z. venusta (Sowerby, 1846). Especies similares a las de Australia Occidental se ha encontrado también en el Neógeno, tanto en Indonesia como en la India. Además, en el Mioceno tardío de Victoria se ha decrito también una especie similar de Zoila, la que pudo ser conocida por el hallazgo de un único ejemplar fragmentario.
Las especies vivientes habitan en profundidades desde 2 m hasta más de 300 m, siempre sobre esponjas o en su cercanía. Presumiblemente, cada especie tiene tanto poblaciones que viven  en aguas poco profundas (unos pocos metros hasta 50 m) como poblaciones que habitan las profundidades mayores (más de 300 m). Las diferentes características de la concha dentro de una misma especie así lo sugieren. Cabe mencionar aquí que la apariencia (forma, pigmentación, patrón y tamaño) de las especies que viven a profundidades mayores varía muy poco en cientos de kilómetros, mientras que las poblaciones en aguas menos profundas tienden a desarrollar formas locales.

## Sistemática
El médico e investigador de moluscos francés Félix Pierre Jousseaume describió este género en 1884. Como especie tipo eligió la  Zoila scottii  (Broderip 1831), sinónimo de Zoila friendii (Gray, 1831). Las especies que pertenecen a este género se movieron aquí desde el género Cypraea establecido por Carlos Linneo en 1758. El uso de protónimos (como por ejemplo,  'Cypraea venusta'  en lugar de  'Zoila venusta' ) todavía se puede ver hoy en día entre vendedores y coleccionistas. Por cierto, esto se aplica no solo a las especies de este género, sino a todas las especies pertenecientes a la familia de los caracoles cauries. El estado de algunas de las especies vivientes es controvertido. Así, las especies Zoila perlae, Z.eludens y Z.mariellae se consideran (por algunos autores) como una subespecie de Z.decipiens", mientras que las especies Z.orientalis y Z.ketyana son definidas como subespecies de Z.marginata y Z.jeaniana como subespecies de Z.friendii.
| Especies vivientes: - Zoila decipiens (Smith, 1880) - Zoila eludens Raybaudi, 1991 - Zoila friendii (Gray, 1831) - Zoila jeaniana (Cate, 1968) - Zoila ketyana (Raybaudi, 1978) - Zoila marginata (Gaskoin, 1849) - Zoila mariellae Raybaudi, 1983 - Zoila orientalis Raybaudi, 1985 - Zoila perlae Lopez y Chiang, 1975 - Zoila rosselli Cotton 1948 - Zoila thersites (Gaskoin, 1849) - Zoila venusta (Sowerby, 1847) | Especies fósiles: - Afrocypraea chubbi Rennie 1930 - Zoila gendinganensis Martin 1899 - Zoila caputavisensis Beets 1986 - Zoila consobrina McCoy 1877 - Zoila platypyga McCoy 1876 - Zoila kendengensis Schilder 1941 - Zoila schilderi Dey 1962 - Zoila (Gigantocypraea) mulderi Tate 1892 - Zoila (Gigantocypraea) dorsata Tate 1890 - Zoila (Gigantocypraea) gigas McCoy 1867 Lista incompleta |

## Imágemes

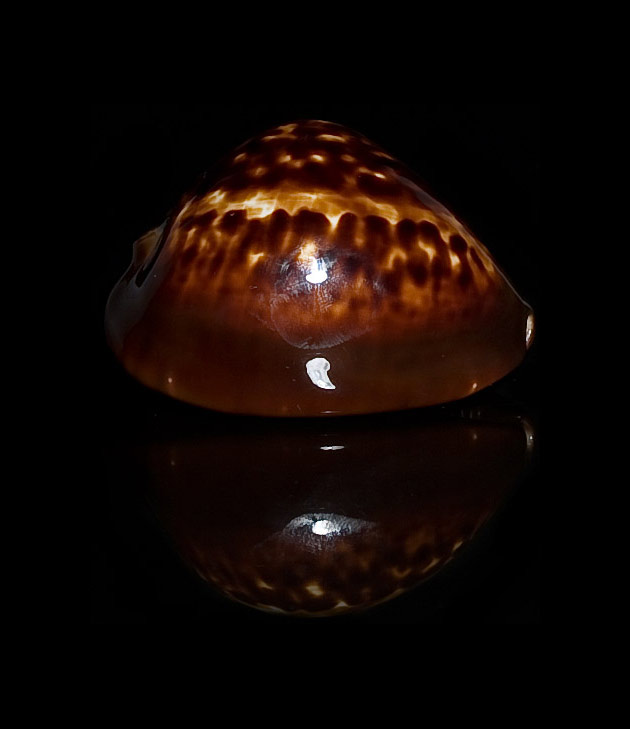
Zoila decipiens
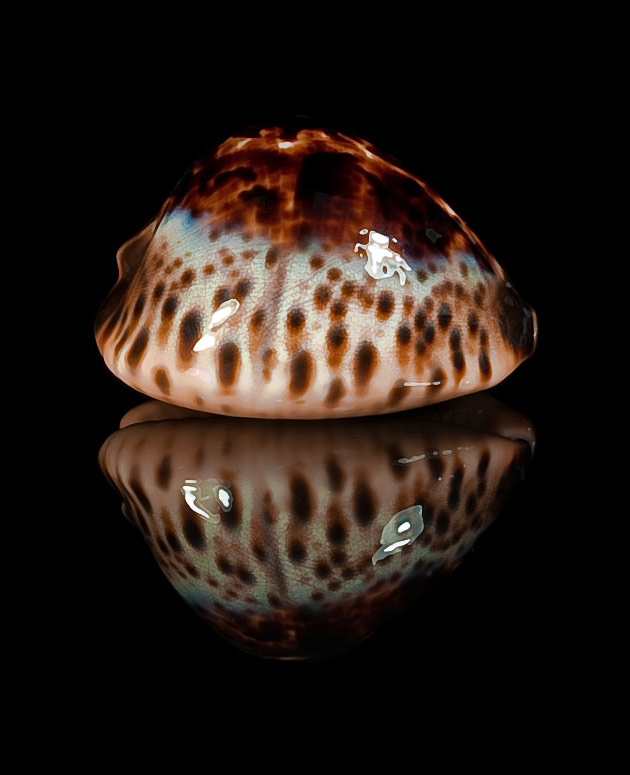
Zoila eludens
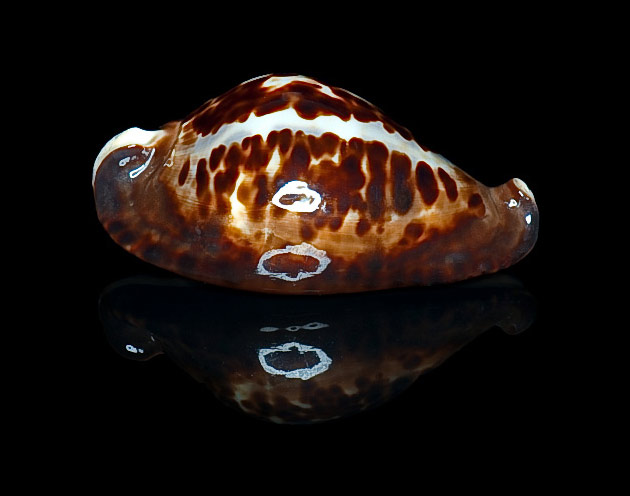
Zoila friendii
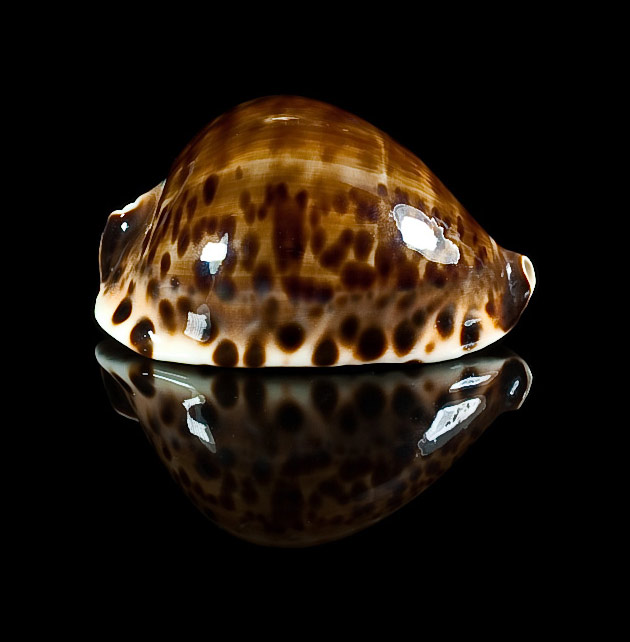
Zoila friendii vercoi
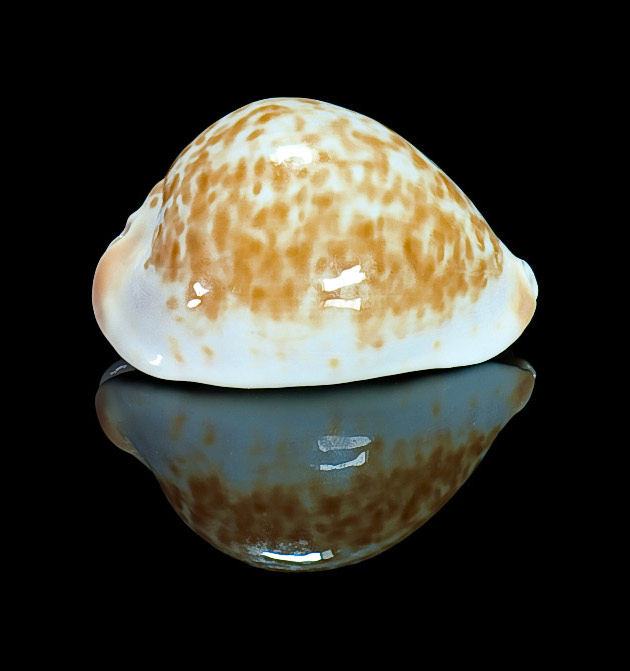
Zoila jeaniana aurata
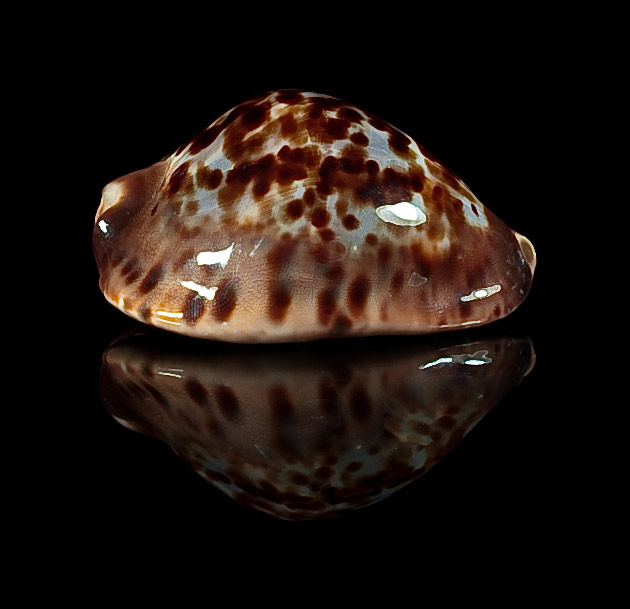
Zoila jeaniana sherylae
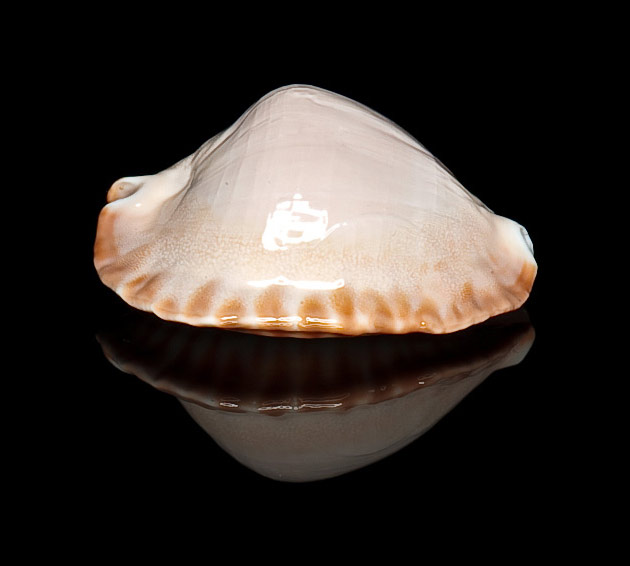
Zoila ketyana hypermarginata
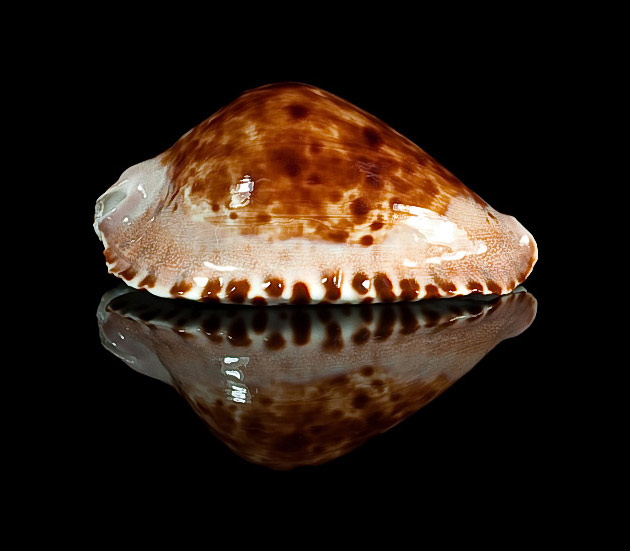
Zoila marginata
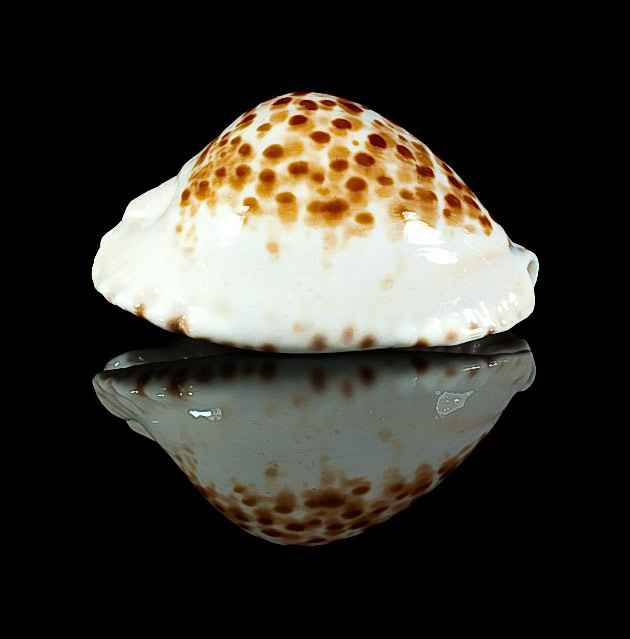
Zoila orientalis
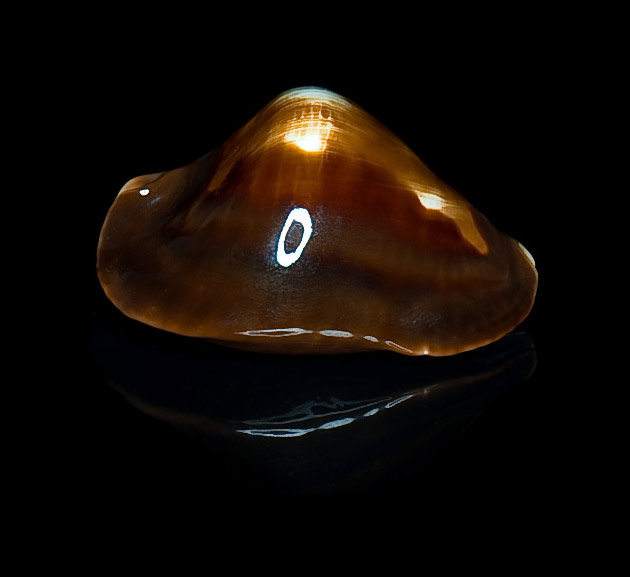
Zoila rosselli
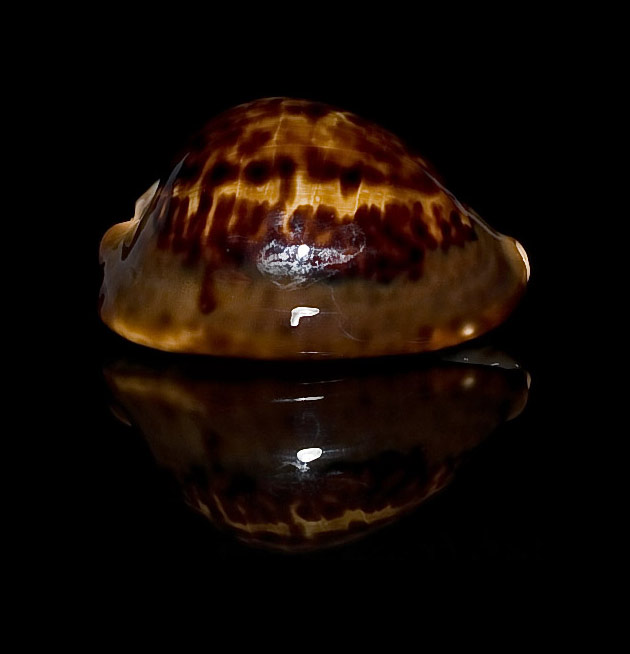
Zoila thersites